# 鴻ノ池サービスエリア
鴻ノ池サービスエリア（こうのいけサービスエリア）は、岡山県倉敷市児島塩生南後と白馬にある瀬戸中央自動車道のサービスエリア (SA) である。

## 概要
2008年（平成20年）8月31日をもって下り線のガソリンスタンド（ENEOS 久米加石油（株））の営業が終了し、瀬戸中央自動車道のSAおよびパーキングエリア (PA) にはガソリンスタンドがなくなった。

## 周辺
- 倉敷市立本荘小学校
- 岡山県立倉敷鷲羽高等学校

## 施設

### 上り線（岡山方面）
- 駐車場
  - 大型 36台
  - 小型 85台
  - トレーラー 2台
  - 車椅子用 2台
- トイレ
  - 男性 大5（和式?、洋式?）、小14
  - 女性 13（和式?、洋式?）
  - 車椅子用 1
- フードコート（下津井電鉄、7:00 - 21:00）
- 売店（下津井電鉄、7:00 - 21:00（土日祝日は21:30まで））
- 自動販売機
- ドッグラン（24時間）

### 下り線（坂出方面）
- 駐車場
  - 大型 39台
  - 小型 94台
  - トレーラー 2台
  - 車椅子用 2台
- トイレ
  - 男性 大5（和式?、洋式?）、小14
  - 女性 13（和式?、洋式?）
  - 車椅子用 1

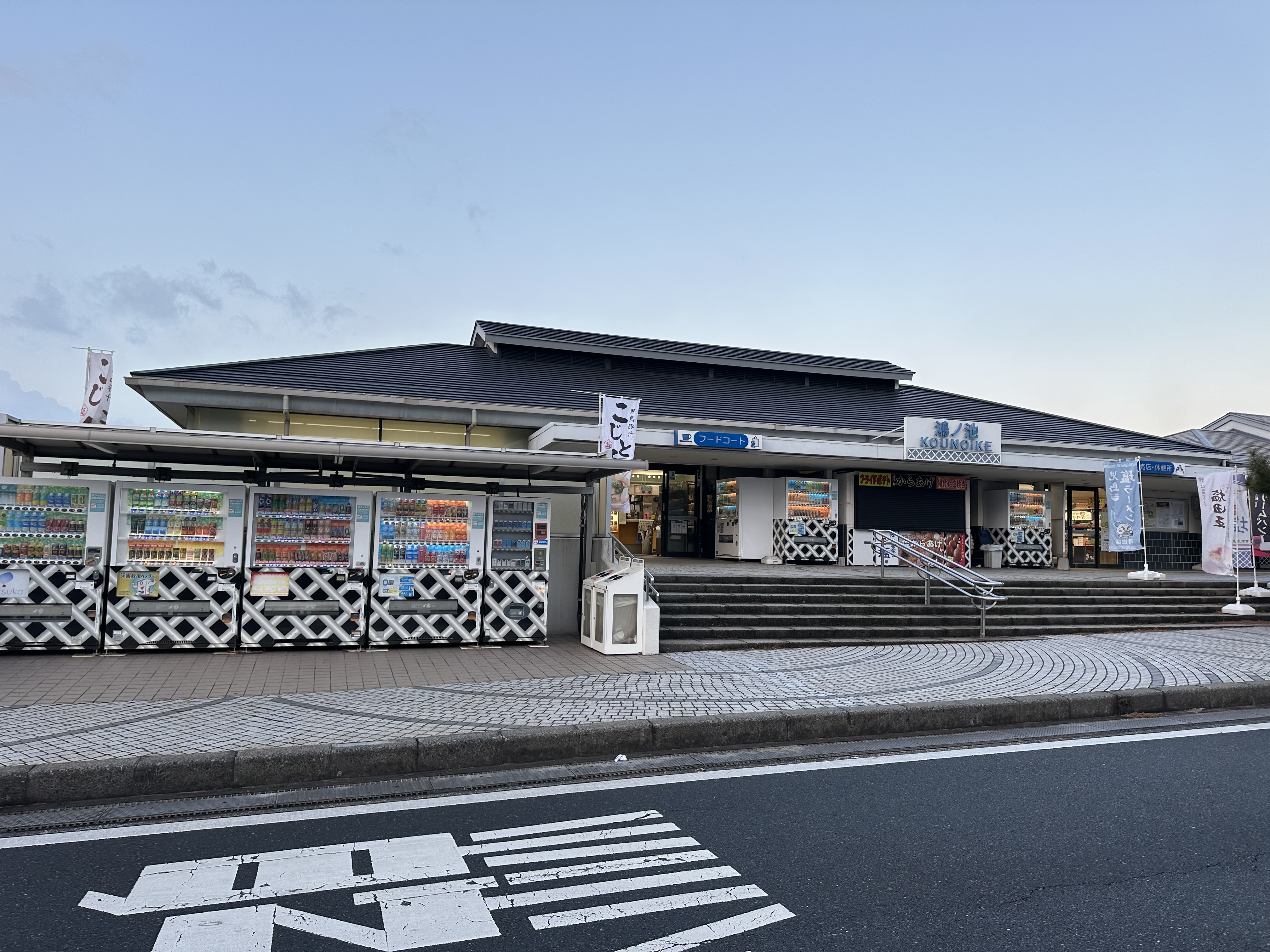
下り線施設

- フードコート（下津井電鉄、7:00 - 21:00）
- 売店（下津井電鉄、7:00 - 21:00（土日祝日は21:30まで））
- 外売店（白壁茶屋）（9:00 - 17:00（水曜定休日、ただし祝日と8月は除く））
- 自動販売機
- ドッグラン（24時間）

## 隣
E30 瀬戸中央自動車道
(2)水島IC - 鴻ノ池SA - (3)児島IC